# منتخب روسيا تحت 17 سنة لكرة القدم للسيدات
منتخب روسيا تحت 17 سنة للسيدات لكرة القدم (بالروسية: Женская сборная России по футболу)‏ هو ممثل روسيا الرسمي في المنافسات الدولية في كرة القدم في فئة كرة قدم تحت 17 سنة للسيدات، يديريه اتحاد روسيا لكرة القدم.